# Yville-sur-Seine
Yville-sur-Seine település Franciaországban, Seine-Maritime megyében. Lakosainak száma 424 fő (2022. január 1.). Yville-sur-Seine Anneville-Ambourville, Barneville-sur-Seine, Bardouville, Mauny és Le Mesnil-sous-Jumièges községekkel határos.

## Népesség
A település népessége az elmúlt években az alábbi módon változott:
| Lakosok száma | 484  | 466  | 462  | 451  | 450  | 444  | 437  | 431  | 424  |
|               | 2013 | 2015 | 2016 | 2017 | 2018 | 2019 | 2020 | 2021 | 2022 |